# КиН
Группа компаний «КиН» — производитель и дистрибьютор спиртных (бренди, водка, настойки, вина), а также безалкогольных напитков.

## Собственники и руководство
43 % акций ОАО принадлежат «Банку Москвы», 22,57 % — Трена Ком Лимитед (Кипр), 17,47 % — Николаю Евсееву. К 2021 году основным владельцем «КиН» (88,46 %) был Давид Ягудаев

## Московский винно-коньячный завод «КиН»
Московский винно-коньячный завод «КиН» (МВКЗ «КиН») был основан 21 декабря 1940 года в деревне Химки как завод, выпускающий морсы, сиропы и квас. После Великой Отечественной войны завод продолжил выпускать безалкогольную продукцию и вскоре был переименован в «Химкинский завод соков и настоев».
В 1965 году завод перешёл в Московское объединение «Дагвино» в качестве винодельческого завода городского типа. В это время заводу передали цех на улице Белинского, где прежде базировалось «Дагвино». С 1972 года на предприятии начали разливать бренди. В 1978 году предприятие было переименовано в «Московский завод дагестанских вин». Завод в этот период изготавливал и разливал дагестанские вина и крепкие напитки.
В 1980-е годы в период антиалкогольной кампании предприятие было вынуждено снизить выпуск алкогольных напитков и вернуться к выпуску безалкогольной продукции; сам завод был переименован в «Концентраты и напитки» (КиН). В марте 1994 года был убит генеральный директор завода Степан Кюркчу.
В 1994 году завод был приватизирован. В 1998 году завод стал импортировать сырье из Франции, постепенно став крупным импортером французских спиртов в России.
На заводе выпускаются такие марки крепких напитков, как «Старый Город», «Киновский», «Александр Бержерак». КиН занимает 13,3 % российского рынка бренди. Водочное производство «КиН» существует с 1990 года. Завод выпускает водки «Матрёшка», «Катюша».
В сентябре 2021 года работа площадки на Ленинградском шоссе была приостановлена на фоне политики мэрии по переносу производств за пределы города, а также из-за рисков срыва поставок сырья в связи с соседством с новым жилым комплексом. Выпуск бренда «Киновский» локализован на Тульском винокуренном заводе 1911, что должно сократить издержки и удержать конкурентные цены. По собственным данным, в 2020 году КиН произвел 744,21 тыс. дал напитков, по этому показателю занимал четвёртое место в России с 8,84 % рынка после Ставропольского винно-коньячного завода (входит в ALVISA Group, бренд «Старейшина»), пермского АО «Бастион» (часть Beluga Group) и калининградского «Альянс-1892» (марка «Старый Кёнигсберг»)..
В конце 2021 года бренд «Киновский» был продан «ALVISA».

## Музей истории коньяка
На территории завода расположен Музей истории коньяка, основанный в 2007 году. Внутри на двух этажах воспроизведён долгий путь рождения коньяка от виноградной лозы до зрелого, выдержанного в дубовых бочках напитка. Экспонаты, датированные XIX ─ началом XX веков, дают представление о процессе производства коньяка: орудия труда виноградарей, бондарей и виноделов, единственный в России аламбик (французский перегонный куб), а также посуда, книги, буфет и напольные часы из орехового дерева, стрелки которых показывают время округа Коньяк во Франции. Экспонаты музея можно трогать руками. По окончании экскурсии посетителям предлагается дегустация.